# 클로이 브루스
클로이 브루스(Chloé Bruce, 1983년 10월 5일 ~ )는 영국의 무술가 겸 스턴트 배우이다.

## 출연 작품
- 킥 애스 2: 겁 없는 녀석들 (2013)[1]
- 토르: 다크월드 (2013)[2]
- 가디언즈 오브 갤럭시 (2014)[3]
- 스타워즈: 깨어난 포스 (2015)[4]

## 기타
2009년에 "1분 동안 발차기 횟수" 항목에서 212회로 기네스북 기록을 갱신했다. (2017년 기준 최고 기록: 유카 코바야시 - 273회)